# Cristenes
Cristenes is een kevergeslacht uit de familie van de boktorren (Cerambycidae). De wetenschappelijke naam van het geslacht werd voor het eerst geldig gepubliceerd in 1978 door Breuning.

## Soorten
Cristenes is monotypisch en omvat slechts de volgende soort:
- Cristenes cristatus (Pic, 1928)